# Racine, Wisconsin
Racine je grad u američkoj saveznoj državi Wisconsin. Grad upravo pripada okrugu Racine. 

## Povijest
10. Listopada 1699. godine flota od osam kanua francuskih istraživača došla je do ušća rijeke Root, to su bili prvi Europljani koji su došli u područje koje se danas zove Racine. Jonathan Raj, osnovao je trgovačko mjesto na prostoru koje je kasnije postao malo naselje na jezeru Michigan u blizini gdje rijeka Root utječe u jezero Michigan.

## Stanovništvo
Prema popisu stanovništva iz 2000. godine grad je imao 81.855 stanovnika, 31.499 domaćinstava, i 20.405 obitelji na području grada, dok je prosječna gustoća naseljenosti 2,034 stan./km².
Prema rasnoj podjeli u gradu živi najviše bijelaca kojih ima 60,91%, druga najbrojnija rasa su afroamerikanci kojih ima 20,32%, indijanaca ima 0,40%, azijata 0,61%, pacifička rasa 0,05%, ostale rase 7,14%, dvije ili više rasa 2,57%, od ukupnoga broja stanovnika njih 12,95% su hispanjolci ili latinoamerikanci

## Gradovi prijatelji
Racine ima šest gradova prijatelja :
- Aalborg, Danska
- Bluefields, Nikaragva
- Fortaleza, Brazil
- Montélimar, Francuska
- Ōiso, Japan
- Zapotlanejo, Meksiko

## Poznate osobe
- Caron Butler, NBA igrač

## Vanjske poveznice
- Službene stranice grada  Arhivirana inačica izvorne stranice od 19. rujna 2010. (Wayback Machine)

### Ostali projekti
|  | Zajednički poslužitelj ima stranicu o temi Racine, Wisconsin |